# Ermita de San Roque (Adzaneta)
La ermita de San Roque de Adzaneta, en la comarca del Alto Maestrazgo, provincia de Castellón, es un edificio religioso que se encuentra ubicado el centro del casco antiguo del municipio, en la plaza Mayor.
Está reconocida como Bien de Relevancia Local según la Disposición Adicional Quinta de la Ley 5/2007, de 9 de febrero, de la Generalidad Valenciana, de modificación de la Ley 4/1998, de 11 de junio, del Patrimonio Cultural Valenciano (DOCV Núm. 5.449 / 13/02/2007), presentando como código identificador el 12.04.001-009.

## Descripción histórico-artística
Se trata de un edificio datado en el siglo XVIII, en concreto en 1757, construida con sillares siguiendo las pautas arquitectónicas barrocas.
De pequeñas dimensiones presenta una sola nave, de forma cuadrangular, y gran altura de muros, a la que se accede a través de una única puerta ubicada en la fachada principal de la ermita, que presenta sobre la mentada puerta una hornacina vacía en la que aparece el año de construcción y un óculo cegado para colocar en él un panel de cerámica representando a San Roque, a quien se dedica la ermita. El exterior de la ermita está rematado con una espadaña, posterior a la construcción del templo, y de estilo neoclásico, en la que hay una sola campana cuya fundición data del año 1844. La cubierta presenta cúpula de teja vidriada.
Respecto a su interior, cabe destacar la presencia de arcos de medio punto, y un altar mayor neoclásico datado en el siglo XIX, con una imagen moderna del santo titular.